# آرنه سورنسن (بازیکن فوتبال)
آرنه سورنسن (دانمارکی: Arne Sørensen؛ ۲۷ نوامبر ۱۹۱۷ – ۱ مهٔ ۱۹۷۷) بازیکن فوتبال اهل دانمارک بود.
از باشگاه‌هایی که در آن بازی کرده‌است می‌توان به اشاره کرد.
وی همچنین در تیم ملی فوتبال دانمارک بازی کرده‌است.